# 2020-as litvániai parlamenti választás
2020 októberében Litvániában parlamenti választást tartottak. Az első fordulót október 11-én, a második fordulót október 25-én fogják tartották meg.

## Választási rendszer
A választás kétfordulós, az első fordulóban a Seimas 71 tagját, a második fordulóban a Seimas 70 tagját választják meg négy évre. A litván parlament 141 fős. A választásokon csak 18 éven felüliek vehetnek részt. A parlamenti küszöb egyedül induló pártoknak 5%, koalícióban induló pártoknak pedig 7%.

## Induló pártok
- Litván Gazdák és Zöldek Szövetsége
- Haza Szövetség
- Litván Szociáldemokrata Párt
- Liberális Mozgalom
- Szabadság és Igazság
- Litvániai Lengyelek Választási Akciója
- Munkáspárt
- Litván Középpárt – Nacionalisták
- Litván Zöld Párt
- A Bátorság Útja
- Intergenerációs Szolidaritás Szövetsége – Kohézió Litvániáért
- Litvánia – Mindenkiért
- Litván Szociáldemokrata Munkáspárt
- Szabadság Párt
- Keresztény Szövetség
- Nemzeti Asszociáció

## Közvélemény-kutatások
Az egyes pártok támogatottságának felmérése százalékban:
| Felmérést végző cég                                                 | Felmérés időpontja                | Párt   | Párt | Párt | Párt  | Párt | Párt | Párt | Párt | Párt | Párt    |
| Felmérést végző cég                                                 | Felmérés időpontja                | TS-LKD | LVŽS | LSDP | LSDDP | LT   | LRLS | LLRA | LCP  | DP   | Laisves |
| ------------------------------------------------------------------- | --------------------------------- | ------ | ---- | ---- | ----- | ---- | ---- | ---- | ---- | ---- | ------- |
| Vilmorus                                                            | 2020. január                      | 16,5   | 11,3 | 8,9  | 2,4   | 4,3  | 3,2  | 1,7  | 2,8  | 6    | 1,3     |
| Spinter tyrimai                                                     | 2020. január                      | 18,1   | 9,8  | 7,7  | 2     | 3,8  | 6,2  | 4,2  | 2,5  | 6,7  | 3,9     |
| Vilmorus                                                            | 2020. február 7.-13.              | 17,7   | 11,6 | 9,7  | 2,3   | 5,7  | 3,1  | 1,6  | 1,1  | 5,9  | 1,2     |
| Spinter tyrimai                                                     | 2020. február 18.-25.             | 18,6   | 9,9  | 8,3  | 2,9   | 3,3  | 6,8  | 4,2  | 2    | 5,1  | 2,7     |
| Vilmorus                                                            | 2020. március 5.-13.              | 17     | 12,4 | 8,3  | 2,5   | 3,8  | 3,5  | N/A  | N/A  | 5,1  | N/A     |
| Spinter tyrimai                                                     | 2020. március 17.-30.             | 19     | 9,5  | 7,7  | 2,3   | 2,3  | 4,6  | 3,2  | N/A  | 4,1  | 4,1     |
| Spinter tyrimai                                                     | 2020. április 20.-30.             | 17,4   | 12,7 | 9    | 2,1   | N/A  | 5,6  | 3,9  | N/A  | 4,2  | 2,8     |
| Vilmorus                                                            | 2020. június 5.-13.               | 24,9   | 23,3 | 15,9 | 3,7   | 5,4  | 7,5  | 3,8  | 3    | 8    | 3,5     |
| Baltijos tyrimai                                                    | 2020. június 15.-25.              | 18,2   | 22,5 | 17   | 2,9   | 7,8  | 8,8  | 6,6  | 1,9  | 8,4  | 3,7     |
| Spinter tyrimai                                                     | 2020. június 18.-26.              | 25,2   | 19,8 | 13,5 | N/A   | 4,9  | 7,7  | 5,7  | N/A  | 8    | 6,1     |
| Vilmorus Archiválva 2020. január 1-i dátummal a Wayback Machine-ben | 2020. július 10.-18.              | 25,3   | 25,8 | 10,4 | 4,6   | 5,4  | 6,9  | 3,2  | 2,3  | 9,1  | 2,3     |
| Spinter tyrimai                                                     | 2020. július 16.-26.              | 22,8   | 22,1 | 13,9 | N/A   | N/A  | 8,8  | 4,7  | 3,4  | 7,5  | 5,7     |
| Baltijos tyrimai                                                    | 2020. augusztus 22.-szeptember 4. | 18,8   | 19,6 | 18,2 | 2,7   | 7,4  | 8,2  | 4    | 4    | 11,4 | 4       |
| Spinter tyrimai                                                     | 2020. augusztus 26.-szeptember 4. | 21,7   | 19,4 | 12,6 | 3,7   | 4,5  | 5,9  | 4,5  | 3,3  | 8,6  | 6,8     |
| Vilmorus Archiválva 2020. január 1-i dátummal a Wayback Machine-ben | 2020. szeptember 4.-12.           | 20,8   | 21   | 11,8 | 4,2   | 5,3  | 7,7  | 3,5  | 2,6  | 11,7 | 3,5     |
| Spinter tyrimai                                                     | 2020. szeptember 16.-26.          | 19,8   | 19,2 | 11,4 | 3     | 4,9  | 9,1  | 4,8  | 3    | 9,8  | 6,1     |
| Baltijos tyrimai                                                    | 2020. szeptember 17.-27.          | 16,3   | 21,2 | 12,8 | 2,9   | 7,6  | 8,3  | 5,3  | 2,8  | 8,1  | 3,1     |

## Választási eredmények
A választást a Haza Szövetség nyerte, 25.77 százalékot szerzett és 50 mandátumot. Az addigi kormánypárt, a Litván Gazdák és Zöldek Uniója elvesztette többségét, csak 32 mandátumot szerzett. A Munkáspárt 110 780 szavazatot kapott (9,77%), és 10 mandátumot szerzett. További parlamentbe jutott pártok voltak még (5% felett) a Litván Szociáldemokrata Párt, a Szabadság Párt és a Liberális Mozgalom. A Litvániai Lengyelek Választási Akciója, a Litván Szociáldemokrata Munkáspárt, a Szabadság és Igazság Pártja és a Litván Zöld Párt nem érte el az 5 százalékos küszöböt, de a választókerületek révén parlamenti mandátumhoz jutottak. Más pártok nem jutottak be.
A választás után feltehetőleg hárompárti kormány alakul majd a Haza Szövetség, a Szabadság Párt és a Liberális Mozgalom részvétekével.

## Fordítás
- Ez a szócikk részben vagy egészben  a(z)   2020 Lithuanian parliamentary election című angol Wikipédia-szócikk ezen változatának fordításán alapul.  Az eredeti cikk szerkesztőit annak laptörténete sorolja fel. Ez a jelzés csupán a megfogalmazás eredetét és a szerzői jogokat jelzi, nem szolgál a cikkben szereplő információk forrásmegjelöléseként.